# Estación de Marcel Sembat
La estación de Marcel Sembat es una estación del metro de París situada al sudoeste de la capital, en la comuna de Boulogne-Billancourt. Forma parte de la línea 9. 

## Historia
Fue inaugurada el 3 de febrero de 1934 en lo que fue la primera incursión de una línea del metro parisino fuera de los límites de la ciudad.   
Su nombre rinde homenaje al político y periodista francés Marcel Sembat (1862-1922) quien fue un diputado socialista del XVIII Distrito de París desde 1893 hasta su muerte, responsable del periódicoLa Petite République de 1892 a 1897 y ministro de trabajos públicos de 1914 a 1916.
En 2011, 5 816 533 pasajeros entraron a esta estación. Fueron 5 868 533 en 2012, lo que la posicionó como la estación número 63 de las 301 de la red de metro por frecuentación. 5 942 496 viajeros entraron a la estación en 2013, lo que la ubicó como la estación número 60 por frecuentación.

## Descripción
Se compone de dos andenes laterales y de dos vías. 
Luce un diseño absolutamente clásico, en bóveda y con azulejos blancos. Su iluminación ha sido renovada con estructuras que sobrevuelan ambos andenes proyectando la luz hacia la bóveda. Unos marcos dorados encuadran las zonas publicitarias. La señalización, realizada con azulejos azules y blancos, conserva el estilo Motte.
Es frecuente ver como trenes que provienen de Pont de Sèvres cruzan la estación sin detenerse en dirección al garaje situado en Porte de Saint-Cloud, antiguo terminal de la línea. 

## Accesos
La estación dispone de siete accesos:
- Acceso 1: avenida Victor-Hugo
- Acceso 2: plaza Marcel Sembat
- Acceso 3: avenida Edouard Vaillant
- Acceso 4: calle des Quatre Cheminées
- Acceso 5: avenida André Morizet
- Acceso 6: calle Rieux
- Acceso 7: calle Danjou